# Kevin Page
Kevin Page ist ein US-amerikanischer Schauspieler, Kameramann, Regisseur, Drehbuchautor und Produzent.

## Leben
Page, der in Film-Credits gelegentlich auch als Ken Page auftaucht, begann in den 1980er Jahren sich als Theater-Schauspieler zu betätigen. Hinzu kamen einige kleinere Rollen in Filmen wie Night Game oder RoboCop bevor Page in den 1990er Jahren schwerpunktmäßig Gastrollen in Fernsehserien wie Baywatch, Seinfeld, Zurück in die Vergangenheit, Dallas oder Babylon 5 zu übernehmen begann. Darüber hinaus spielte er in Fernsehfilmen wie Deep Red, Space Marines oder Nowhere to Run und, in jüngerer Vergangenheit, in Filmen wie Alamo – Der Traum, das Schicksal, die Legende oder Friday Night Lights.
In den 2000er Jahren intensivierte Page seine Arbeit hinter der Kamera: 2004 legte er die Dokumentation Blacks and Jews: Josh Alan Friedman – A Life Obsessed with Negroes vor. 2005 betätigte er sich als Kameramann, Regisseur und Produzent der Reihe Transpersonal Conversations.

## Filmografie
als Schauspieler
- 1992–1998 Seinfeld (Fernsehserie, 5 Folgen)
- 2004: Alamo – Der Traum, das Schicksal, die Legende (The Alamo)
- 2012–2014: Dallas (Fernsehserie, 27 Folgen)